# الهراكشة (العوامرة الغربية)
الهراكشة هو دُوَّار يقع بجماعة العوامرة، إقليم العرائش، جهة طنجة تطوان الحسيمة في المملكة المغربية. ينتمي الدوّار لمشيخة العوامرة الغربية التي تضم 9 دواوير. يقدر عدد سكانه بـ 345 نسمة حسب الإحصاء الرسمي للسكان والسكنى لسنة 2004.

## روابط خارجية
- البوابة الوطنية للجماعات الترابية
- المندوبية السامية للتخطيط